# 郭政賢
郭政賢（1988年12月03日—），台灣男演員。

## 簡歷
郭政賢從小就喜愛電影，大學就讀台灣藝術大學電影學系，也選修戲劇系課程，開始接觸戲劇與電影，之後2014年進入綠光劇團表演學堂學習舞台劇表演，開啟了以演員為志業的路，累積至今拍攝超過約30支廣告。

## 電影作品
| 年 度 | 劇 名                        | 飾 演    | 導演   |
| 2019  | 一吻定情                     | 姜質素   | 陳玉珊 |
| 2019  | 大三元                       | 盛家僕人 | 陳怡妤 |
| 2018  | 有五個姐姐我就注定要單身了啊 | 壞同學   | 蘇文聖 |
| 2017  | 健忘村                       | 村民庚   | 陳玉勳 |

## 電視劇/網路劇作品
| 年 度 | 播 出 頻 道       | 劇 名          | 飾 演            | 導演           |
| 2018  | 愛奇藝/台灣電視台 | 種菜女神       | 瘖啞院生         | 廖士涵、郭春暉 |
| 2017  | 公共電視          | 魔幻對決       | 藍昊威(青年時期) | 胡學林         |
| 2017  | 緯來電影台        | 冥中注定我愛你 | 日本兵鬼         | 許立達         |
| 2017  | 騰訊              | 我的燈塔就是你 | 吳董特助         | 黄明春         |
| 2013  | 公共電視          | 玩偶家庭       | 林立             | 陳冠豪         |
| 2013  | PPS               | 七日之戀       | Kevin            | 陳冠豪         |

## 廣告作品
| 年 份 | 作 品                                      |
| 2020  | 《樂事Lay’s 和風名物系列》                 |
| 2019  | 《全家便利商店 雙主菜義大利麵》            |
| 2019  | 《疊疊鍋 小資篇、遠行篇、租屋篇》          |
| 2019  | 《德國百靈油 偏方無效篇》                  |
| 2019  | 《萬國覺醒 日本篇》                        |
| 2018  | 《凱擘大寬頻-派對篇》                      |
| 2018  | 《味王-大食客泡麵 熱舞篇》                 |
| 2018  | 《樂事Lay’s 中元節篇》                     |
| 2018  | 《Airwaves》嚼醒有神篇                     |
| 2018  | 《蝦味先-蝦爆篇、蝦子摸象篇》              |
| 2018  | 《國泰金控》It's Time 國泰資訊人才招募計畫 |
| 2018  | 《RO仙境傳說 守護永恆的愛》流氓篇          |
| 2018  | 《頂好超市》好運大發來頂好篇               |
| 2017  | 《大正百保能》喉嚨痛痛體操篇               |
| 2017  | 《王國紀元》 聯盟邀請篇                    |
| 2017  | 《王國紀元》 成為大帝篇                    |
| 2017  | 《純喫茶》神技挑戰包 練功篇                |
| 2017  | 《Airwaves》K書嚼醒一下篇                  |
| 2017  | 《全家便利商店 小小兵 瘋狂實驗室》         |
| 2017  | 《合利他命》失速列車篇                     |
| 2017  | 《樂事Lay’s》中元節 李組長鬼遮眼篇         |
| 2017  | 《Samsung Pay》美一刻篇                    |
| 2017  | 《喜療瘀凝膠》 黑青人篇                    |
| 2017  | 《炫邁薄荷糖》 老前輩篇                    |
| 2017  | 《全家便利商店酷繽沙》滿汗全席篇           |
| 2017  | 《大潤發》帝王蟹年夜飯                     |
| 2016  | 《HTC- 深夜10堂》Alice篇                   |
| 2016  | 《台灣之星》演唱會篇                       |
| 2016  | 《2016長榮航空線上旅展》                   |
| 2016  | 《味味A 排骨雞麵 中元18禁篇》              |
| 2016  | 《保力達 水蠻牛-籃球篇》                   |
| 2016  | 《味味A 排骨雞麵 正月調篇》                |
| 2015  | 《保力達 蠻牛-韭菜盒篇》                   |
| 2015  | 《純喫茶Try it 》 網球篇                   |
| 2015  | 《魔域天堂》                               |

## 外部連結
- 郭政賢BinBin的Facebook專頁
- 郭政賢的Instagram帳戶
- YouTube上的郭政賢頻道